# Kemaliye, Pamukova
Kemaliye là một xã thuộc huyện Pamukova, tỉnh Sakarya, Thổ Nhĩ Kỳ. Dân số thời điểm năm 2008 là 493 người.